# بینوایان (فیلم ۱۹۲۵)
بینوایان (انگلیسی: Les Misérables) یک فیلم صامت فرانسوی بر اساس رمانی به همین نام که در سال ۱۹۲۵ توسط آنری فکور ساخته شده است.